# ドナルド・トゥスク
ドナルド・フランチシェク・トゥスク（ポーランド語: Donald Franciszek Tusk、ポーランド語: [ˈdɔnalt fraɲˈt͡ɕiʂɛk ˈtusk] ( 音声ファイル)、1957年4月22日 - ）は、ポーランドの政治家。首相（第三共和政第18代、元第14代）。所属する政党は市民プラットフォーム(PO)。欧州連合の元首に相当する欧州理事会議長を務めた。

## 来歴
ポーランドの西スラヴ語群系少数民族であるカシューブ人。息子と同名の父ドナルドは大工、母エヴァは看護士であった。父母はダンツィヒ自由市の市民であった。第二次世界大戦中にはナチス・ドイツによりドイツ国籍を与えられていたが、戦後ダンツィヒはポーランドに併合されポーランド国籍となる。
祖父は戦中にドイツ国防軍に所属していたためドナルドがポーランド政界で頭角を現すにつれて政敵にそれを問題視される事もあったが、現実には鉄道線路の工事士であった祖父は戦争勃発の1939年にナチス強制収容所に収容され、1944年8月に補充戦力として収容所内から徴兵されており、同年11月にはドイツ国防軍を脱走してポーランド亡命政府軍・自由ポーランド軍に加わっている。
1980年グダニスク大学卒の文学修士で、専攻は歴史学。ユゼフ・ピウスツキの研究で修士号を取得。妻マウゴジャタとの間に2人の子供がおり、長男ミハウは1982年生、長女カタジナは1987年生。
政治を意識したのは13歳の時、ストライキ実施中の労働者が治安当局に発砲されたのを見たときだったという。学生時代から独立自主管理労働組合「連帯」運動に参加、若手のホープとして頭角をあらわし、1981年にはフリードリッヒ・ハイエクの経済政策を紹介するパンフレットを製作して全国に配布した。
1989年の民主化後に本格的に政界入りした。それ以前はポーランド民主化運動に明け暮れていたわけではなく、大学を出た後は発電所や造船所などで産業用のペンキ職人として働き、のちにペンキ屋の親方として当時許可されていた程度の小規模の企業を自ら開業している。そこでは親方社長として真夏の炎天が続くなか、納期に間に合わせようと現場で毎日16時間も働くような猛烈な経験を通じて、ビジネスの極意と自ら汗を流して働くことの大切さを学んだという。また協同組合の経営にも参加し、自由経済主義に共鳴していった。

### ポーランド国政入り
1989年に行われた第二次世界大戦後初の普通選挙では独立自主管理労働組合「連帯」による選挙会派・民主行動のための市民運動(ROAD)から国政に進出する。1990年にROADが自由主義に対する理念の違いから内部分裂すると、経済と個人の自由の追求、一方でこれら自由化における急進主義や熱狂の排除、欧州統合への積極参加という、いわゆる中道右派の理念を志す仲間と共に自由民主会議(KLD)を結成。1991年の総選挙ではセイム（下院）で37議席を獲得した。1994年には、より社会的にリベラルな中道政党の民主連合(UD)と合併して「穏健な自由主義」を目指す自由連合(UW)を結成。1997年にはセナト（上院）議員となった。
2001年になると自由主義をめぐる党内の政策理念の対立から、トゥスクなどの旧自民会議(KLD)系だけでなく旧民主連合(UD)系も含めた同志がUWを離脱し、「連帯」選挙行動から離脱した中道右派の人々と共に新党・市民プラットフォーム(PO)を結成。その際にトゥスクは中心的な役割を果たし、同年の下院選挙では同党が与党・民主左翼連合(SLD)に対し野党第一党となる。2003年に党首に就任。2005年の総選挙でPOは政権獲得を目指したものの、大幅に議席を伸ばした右派政党・法と正義(PiS)に及ばず、野党第一党にとどまった。
2007年10月に行われた下院の任期前解散総選挙で、市民プラットフォームは上下両院で首相ヤロスワフ・カチンスキ率いる与党・法と正義に勝利を収め最大議席を獲得した。中道政党の農民党(PSL)と連立を組んで連立与党を構成することになり、トゥスクは同年11月16日首相に就任した。
トゥスクは一部から次期大統領の有力候補とされていたが、自らが以前から主導している社会・経済・行政・司法・立法等の構造改革を続行するため、首相職に留まる決断をした。彼が率いる市民プラットフォームは3月下旬に予備選挙を行い、セイム（下院）副議長のブロニスワフ・コモロフスキが外務大臣のラドスワフ・シコルスキを抑え同党の大統領選立候補者に決定した。7月の決選投票の結果、コモロフスキが同年4月10日にポーランド空軍Tu-154墜落事故で死亡したレフの兄で法と正義の大統領候補であるヤロスワフを破って当選を果たした。
議会の任期満了に伴い2011年10月に実施された総選挙の結果、与党・市民プラットフォームは第1党を維持し、連立パートナーである農民党と併せてセイムの過半数を制した。勝利の背景には好調な経済と安定した社会状況の下で政権維持を望む国民の支持があり、民主化後のポーランドにおいて、初めて与党が議会選挙で勝利して政権を継続することとなった。そして11月19日に議会で内閣の信任決議が可決され、第2次トゥスク内閣が正式発足した。欧州理事会議長（EU大統領）に就任するため2014年9月9日に首相を辞任すると表明し、9月22日に後任が選出されたことで正式に退任した。

### EU大統領
トゥスクは2014年8月30日に行われた欧州理事会の非公式会合で次期欧州理事会議長（EU大統領）に内定し、ヨーロッパの代表として国際政治の舞台に登場することとなった。トゥスクのEU大統領選出には、トゥスクと親しいドイツのアンゲラ・メルケル首相の強力な支持を受けた。
この会合の直後に行われた記者会見で英語力について問われたトゥスクは、英語で「みなさん心配しないで下さい。私は12月1日（の正式就任）に間に合うよう自分の英語力に磨きをかけます!」（Don't worry, I will POLISH my English and be 100 percent ready on December 1!）という洒落で答えた（Polish「ポーランドの～／ポーランド語」とpolish「磨きをかける」を掛けたもの）。しかし、トゥスク自身は流暢に英語を話すとされる。
9月9日にはコモロフスキ大統領に辞表を提出し、12月1日に欧州理事会議長に就任した。2017年3月9日に行われた議長選挙では、トゥスクの出身国ポーランドの与党・法と正義の総裁ヤロスワフ・カチンスキがトゥスクのかつての政敵だったこともあり、反対票を投じて再選阻止に動いたが他国に同調の動きはなく、27対1で再選された。
EU大統領在任中にはイギリスの欧州連合離脱（ブレグジット）に対応したが、離脱協定がイギリス議会で承認を得られず延長を繰り返すなど悩まされることとなった。2019年2月6日には記者会見で、ブレグジットを安全に実施する方法を何も計画せずに推進した人たちには地獄に特等席が用意されていると発言し物議を醸した。しかし結局は当初の離脱期限の3月29日に離脱協定の可決が間に合う見通しは立たず、合意なき離脱の危険性が高まった。イギリスのテリーザ・メイ首相からの離脱期限延長の申し出に対しEUは延長を承認し、3月22日にトゥスクは記者会見で先述の自身の発言を踏まえ、地獄はまだガラガラだと発言した。イギリス議会が離脱協定を可決できなければ4月12日が離脱期限と決められたが結局は10月31日まで延長され、トゥスクは再延長が決まった直後の4月11日未明の記者会見で今度は時間を無駄にしないでほしいと苦言を呈した。同年11月13日には欧州大学院大学での講演でイギリスはEU離脱後に国力が強化されるどころか二流国に転落するだろうとの見方を示すなど、ブレグジットには終始否定的であり、イギリスに翻意するよう促し続けた。結局はトゥスクの任期中にイギリス議会が離脱協定を可決することはなく、退任の約2カ月後にイギリスは離脱を果たした。欧州は団結してこそ中国に立ち向かえるというのがトゥスクの持論であった。

### ポーランド国政への復帰
EU大統領を務めた後は半ば引退状態とも言われたが、EU大統領在任中に祖国ポーランドの民主主義が政敵によって後退させられたいう危機感を抱き、ポーランド国政への復帰を決断する。2023年10月15日の総選挙では自由を取り戻すと訴えた。選挙の結果、与党連合・法と正義(PiS)が第1勢力を維持するも事前の予測よりも勢いがなく194議席にとどまって過半数を割りこみ、トゥスク率いる市民プラットフォームを中心とする市民連合が157議席を獲得し、これに第三の道の65議席、左翼の26議席で過半数に到達した。PiSが議会内で過半数を確保できない以上は同党のマテウシュ・モラヴィエツキ首相は政権の座から降りるほかなかったが、11月6日にアンジェイ・ドゥダ大統領がモラヴィエツキに組閣を要請。トゥスクは政権樹立を無駄に遅らせる行為であると非難し、自身の首相就任に強い意欲を表明した。ところが11月27日に議会で過半数の支持を確保しないままドゥダ大統領がモラヴィエツキを首相に再任し新閣僚も就任宣誓を行い、新政権が発足したため野党からは茶番であるとして批判を受ける事態となった。もっとも、このような事態のため新政権に課せられた、2週間以内にセイムで信任を得られる可能性は当初からなく、内閣信任決議案は12月11日に賛成190、反対266票で否決され、モラヴィエツキは首相を失職。直後にトゥスクの新首相就任が賛成248、反対201票で承認された。12月13日に宣誓を行い就任。
- ミュンヘン安全保障会議の討論会で駐米ドイツ大使のヴォルフガング・イシンガー、フランス大統領ニコラ・サルコジ、ドイツ首相アンゲラ・メルケルに対して発言するトゥスク（右端）。2009年2月7日撮影。
- ドイツのメルケル首相と（2012年10月17日）
- 左からブラジルのマウロ・ヴィエイラ外相、同国のジルマ・ルセフ大統領、トゥスク、ジャン＝クロード・ユンケル欧州委員会委員長（2015年11月30日）
- エストニアのケルスティ・カリユライド大統領と（2017年6月30日）

## 理念と実績
トゥスクは政治的に一貫して穏健な保守主義かつ中道右派のスタンスを取り、国有大企業の従業員や東部地方住民に票田を偏る社会的ないし経済的な国家主義（右派の法と正義や左派の民主左翼連合など）、大資本家、大企業幹部、都市部ブルジョワに票田を偏るリバタリアニズム（中道の自由連合や、自らの党である市民プラットフォームの一部勢力）のどちらとも与せずに一定の距離を置き、全国の中小零細企業の開業と成長や、それら小規模企業の労働者の待遇改善に重点を置いた政策を採っている。
例として、トゥスクは多くの国有大企業の民営化計画を推進するという自由主義的な改革を行う一方、スウェーデンの巨大小売コングロマリットの「イケア」は法と正義(PiS)党が政権与党時代に行った統制主義的な改革である大規模小売店舗法の改正で巨大店舗が以後ポーランドに進出できなくなった、と不満を述べていることに対し、全国の若い中小零細企業の成長を後押ししたいトゥスクも、巨大店舗出店に関わる規制を再度緩和させようなどという動きを見せていない、といったことが挙げられるが、さらに農民党党首かつ元首相で第1次トゥスク内閣では副首相と経済相を務めたヴァルデマル・パヴラクを派遣し全世界のイケア・グループの経理を担当する経理部をポーランド国内に誘致するという日本円にしておよそ1800億円の対内投資案件を交渉していると言われる。
ポーランドの週刊誌とのインタビューで自身のマクロ経済の認識について「あなたはケインズ派かそれともフリードマン派か？」と記者から問われたトゥスクは、「ケインズもフリードマンも思考の役には立つが、実際にはたいして役に立たないよ。」と、ケインズ経済学諸派とフリードマンに代表されるマネタリズムおよび新しい古典派の諸派の双方を纏めて斬って捨て、「もし私が自分の考えを誰かのものに例えるとするならば、いまのところはフリードリッヒ・フォン・ハイエクだと答えておく。景気循環についての話のなかでハイエクは、銀行が信用を拡大することによって引き起こされる人工的な景気上昇はいかなるものであろうと銀行自身の損となる結果で終わる、という事実を強調している。こんにちアメリカの金融機関の経営哲学には、（恣意的に需要を創出する、あるいは恣意的に均衡を達成する）成果を求めて（市場に）介入するような類のケインズ的な調整をやらかす伝統があまりに多く見て取れるが、そういう成果というのは実際にはただ単に一時的なものに終わってしまうものだ。」と答えている。すなわちトゥスクはケインズもフリードマンもどちらも結局はハイエクの用語の『設計主義的合理主義』(Constructivist Rationalism)なのであると認識していること、設計主義的合理主義の経済政策は役に立たないどころか（恣意的な信用拡大によって）政策目標達成は短期的で終わりかつその後にかえって悪い事態をもたらすにすぎない無理政策だと考えていること、これに対してハイエクの提唱していた『進化論的合理主義』(Evolutionary Rationalism)に賛同および立脚していることが明らかで、彼が弁証法を用いてマクロ経済を高度に理解していることがはっきりとわかる。また、長期フィリップス曲線の特徴に関しては上に引用したインタビューの最後でフリードマンの主張に明確に同意している。
このようにトゥスクの『穏健な自由主義』(low-key liberal)の理念はあらゆる意味で合理的に導かれたものであり、経済においてはハイエクの理論の本質を理解し実行に移している政治家としてヨーロッパでは各方面で多くの期待を集めている。
政治思想としては穏健ではあるが、個々の政策の実行段階においては必要に応じて大鉈を振るうことがあり、医療制度改革と国有大企業の民営化はその典型例である。また閣内においても強権的に振る舞うことがあった。
トゥスクの第1次内閣における首相としての評価の一つに、人事能力が挙げられている。2008年後半から起こった世界金融危機のなか有能な人物たちを適材適所に配置、ポーランドの経済を巧みな舵取りで制御して景気後退を回避し、同時に財政規律問題、将来のユーロ導入準備、国と地方の役割分担の見直し、国内のビジネス環境と労働環境の整備、全国高速道路網の整備や巨大エネルギー備蓄施設といった大型公共事業の推進、他国へ出稼ぎに出ていた自国民の呼び戻し（大型公共事業推進と国内の新産業創出のため）、第14回気候変動枠組条約締約国会議(COP14)主宰などといった自然環境保護、医療制度改革、教育制度改革、年金制度改革、ロシア・ドイツ・ウクライナ・ベラルーシなどといった近隣諸国との関係改善、旧ソ連諸国に対する外交政策でのスウェーデンとの協同、エネルギー政策におけるチェコ・スロバキア・ハンガリーとの協同、外国人の移民や出稼ぎといった社会問題、アメリカとの安全保障交渉、経済危機にあるアイスランドへの支援などといった重要課題に積極的に取り組むことでその政権運営の手腕は高く評価されている。またこの期間に欧州連合(EU)議会である欧州議会(EP)の議長として元首相で化学工学者のイェジ・ブゼクを、EUの内閣に相当する欧州委員会(EC)の予算担当委員（大蔵大臣に相当）にグダンスク大学経済研究所所長で元ハーバード大学講師のヤヌシュ・レヴァンドフスキを、国際通貨基金(IMF)の欧州局長として元財務大臣および元首相で経済学者のマレック・ベルカを送り出している。また、1991年に首相を務め短期間の任期だったにもかかわらず名宰相として名高く、近年は民間銀行の頭取や国際問題シンクタンクの所長を務めていたヤン・クシシュトフ・ビェレツキを、内閣直轄の総合諮問機関である国家経済委員会の所長として迎えている。
ただし国内の右派や左派、そしてその票田となっている東部農村の住民や都市の低所得層の間では、トゥスクは自由主義に偏りすぎるあまりビジネスの社会を優先してわれわれ低所得者の生活を脅かすという事態にするのではないか、との懸念も根強くあり、彼らは市民プラットフォームと対立している最大野党の保守政党・法と正義(PiS)や、第2野党の左派政党・民主左翼連合(SLD)や労働連合(UP)を支持している。
トゥスクは筋金入りの賭博反対論者で、国内の賭博産業の多くを非合法にしようとしている。特にインターネットカジノによるギャンブルは個人情報の悪用や国内外の個人や組織による資金洗浄などといった様々な不法行為に利用されるとして完全禁止の法制化を実現したいと表明している。そのためカジノ産業関係らから「これはネット検閲だ」との強い批判を受けていた。
2010年2月5日、会場参加者、そしてテレビ中継の視聴者ならば誰でも（ポーランド人でなくても）Facebook、ブリップ、Twitterという3つのソーシャル・ネットワーキング・サービスを用いて意見を述べられるという条件で討論会を開催、オンライン賭博禁止法案の趣旨について不特定多数の国民と約2時間にわたって質疑応答をし、この法案は通信の自由や信教の自由、財産権を侵すものではないと主張した。。
また、トゥスクは機動的な政治家である。2010年12月5日はワルシャワでバルト三国（リトアニア、ラトビア、エストニア）の首脳とサミットを行い、ポーランドを含めた4国の民間経済、エネルギー政策、安全保障などについてかなり具体的な意見交換を行った後すぐにベルリンに赴き、翌6日にはドイツのアンゲラ・メルケル首相と会談し、ポーランド政府とドイツ政府によるヨーロッパの現状認識や両国の財政改革についての再確認と公的財政の会計についてなどの具体的な意見交換を行ったが、同日の現地での共同記者会見のあとすぐにワルシャワへ戻り、ポーランドを公式訪問しているロシアのドミートリー・メドヴェージェフ大統領と同日のうちに会談してポーランドとロシアとの歴史的和解と今後の両国関係の展望について話し合った。その前の週の12月1日にはワルシャワでハンガリーのヴィクトル・オルバーン首相と会談している。その後トルコの首都アンカラへ飛び、8日にレジェップ・タイイップ・エルドアン首相と首脳会談を行った。

## 支持率
トゥスクはポーランドにおいて、国民から最も信頼されている政治家の一人である。2010年2月時点の世論調査では54%の支持を得ており、これは2位タイである（同率でセイム副議長のブロニスワフ・コモロフスキ）。1位は外務大臣のラドスワフ・シコルスキで支持率は59%。

## エピソード
- アメリカのビル・クリントン元大統領が大麻遊びをしたが吸ってはないという話をしたことに対して、2008年5月にニューズウィーク誌とのインタビューでこれについてどう思うかと聞かれ、自らも若い頃に発電所で肉体労働をしていたとき興味半分からマリファナに手を出したことがあるという事実を自ら暴露した。麻薬は犯罪でありポーランド社会では大きく問題視されるが、時効がとうに過ぎていたとはいえトゥスクは自身の若いときのこの過ちを素直に告白し、「麻薬の類はその青二才の冒険心でやらかした1回きりだ。クリントン氏のような偽善的な言い方はしたくないけれど、こんなことは話しても仕方ないことだし、何の自慢にもならないことだよ」と述べた[42]。
- サッカーの熱狂的な大ファンで観戦もするが自らプレーもし、この事でニュースの種になる話題を提供することもしばしばある。2008年6月にはサッカーポーランド代表の試合のテレビ観戦で熱くなり、直後の首相官邸でのぶらさがり記者会見ではその試合で疑問の残るジャッジをしたイギリス人の審判ハワード・ウェブについて「一国の首相としてはバランスの取れた発言をしないといけないのはわかってるけど、試合を見てるときは違うことを考えてたよ－『あの審判の野郎ぶっ殺してやる！』ってね」と過激なコメントをしたこともある[43]。このことはドキュメンタリー映画『レフェリー 知られざるサッカーの舞台裏』でセンセーショナルに伝えられ、ポーランド首相がハワード・ウェブに「死の脅迫」を行ったことになっている[44]。2009年3月にはポーランド国会の有志でサッカーの試合に出場し夢中になってプレー、同じ時刻にあったセイムでのとある法案の採決への出席予定をすっぽかすというミスをし、神妙な面持ちで「あってはならないことで、今後はこういうことにならないようにします」とコメントする謝罪会見を開いている[45]。

## 受賞歴
2010年に、ドイツ・アーヘン市が選定するカール大帝賞を授与された。この賞は欧州統合を前進させた人物に与えられる賞であり、ポーランド人の受賞者としては1998年にイェジ・ブゼク政権で外務大臣を務めたブロニスワフ・ゲレメクに授与されて以来12年ぶり二人目（ヨハネ・パウロ2世を含めればポーランド人としては三人目）の受賞となる。
2021年、日本とEU間の関係強化に貢献したことを評価され、日本国における春の叙勲で旭日大綬章を受章した。